# Aldious
Aldious (アルディアス Arudiasu?) es una banda japonesa de power metal femenina de Osaka, formada en 2008 por la guitarrista Yoshi y la vocalista Rami. Después de algunos cambios de miembros, lanzaron su EP debut "Dear Slave", al año siguiente y poco después formaron su propio sello discográfico, Bright Star Records. Su primer álbum "Deep Exceed" (2010) alcanzó el top 15 en la tabla de Oricon, al igual que su segundo álbum "Determination" (2011). Sin embargo, Rami, miembro fundador, anunció que dejaría el grupo en junio de 2012 por razones de salud y la nueva vocalista Re:NO se unió a Aldious un mes después. 
Produjeron su tercer álbum "District Zero" en 2013 y se convirtió en su álbum más alto hasta la fecha, llegando al número 7. Su cuarto álbum "Dazed and Delight" (2014) alcanzó el número 20, y su quinto álbum "Radiant A" fue lanzado en Japón en diciembre de 2015. y más tarde se convirtió en su primer álbum lanzado en Europa en 2017. Aldious ha sido etiquetado como pioneras del "Girls Metal Band Boom" que comenzó en Japón en la década de 2010.

## Historia
La guitarrista Yoshi y la vocalista Rami formaron Aldious en Osaka en junio de 2008. El nombre Aldious fue creado por Rami acortando la frase "Ultimate Melodious". En noviembre participaron en el álbum recopilatorio Red Hot Burning Hell Vol.16, poco después salieron de la banda la guitarrista Ruki y la bajista Sawa. En enero de 2009, Toki y Kaze se unieron como guitarrista y bajista respectivamente, más tarde la banda lanzó su primer EP "Dear Dear" de cuatro pistas el 7 de noviembre. Kaze salió oficialmente de la banda en diciembre, y la baterista Aruto se unió en enero de 2010. En marzo del mismo año Sawa regresó como bajista y alrededor de esta época Aldious formó su propio sello discográfico, Bright Star Records. 
Su primer sencillo "Defended Desire", lanzado el 7 de julio, alcanzó la posición número 4 en la lista de Oricon's Indies y el número 49 en su lista regular. En abril, Bright Star se convirtió en una subsidiaria de Spinning y la banda lanzó su álbum debut Deep Exceed el 13 de octubre de 2010. Alcanzó el número 15 en las listas. 
"Determination", el segundo álbum de la banda, fue lanzado el 12 de octubre de 2011 y alcanzó el número 13. La canción "Spirit Black" fue utilizada como la canción final del programa de televisión de la cadena Fuji TV "Shimura Ken" (志 村 軒). El sencillo del álbum, "Mermaid", fue lanzado previamente el 6 de abril y obtuvo el puesto número 20. El 29 de junio de 2012, se anunció que la vocalista y cofundadora Rami se retiraría del grupo debido a problemas de salud. Solo un mes después, el 3 de agosto, Re:NO (exmiembro del dúo pop Suitei Shoujo) fue anunciada como la nueva cantante de Aldious. El primer lanzamiento de esta formación fue el sencillo "White Crow" el 14 de noviembre, que alcanzó el número 19 y fue coproducida por Akihito Kinoshita, guitarrista y líder de la veterana banda de heavy metal Saber Tiger. El 15 de mayo de 2013, Aldious lanzó su tercer álbum District Zero, que se convirtió en su primer lanzamiento para romper el top-ten. Su canción "Scrash" se convirtió en la canción principal final para el programa de televisión de TBS Ranking Kingdom (ラ ン ク 王国) de junio a julio. Se informó que, para el álbum, la banda atenuó intencionalmente su apariencia y apuntó a un "sonido de metal puro", para ser reconocidos por su musicalidad en lugar de ser una banda exclusivamente femenina. 
Su cuarto sencillo "Dominator/I Do not Like Me", fue lanzado el 9 de octubre y es el grupo más alto de gráficos, habiendo alcanzado el número 12. Su siguiente sencillo, "Other World", alcanzó su punto máximo 22 y su cuarto álbum, "Dazed and Delight" lanzado el 18 de junio de 2014, ha sido el gráfico más bajo, solo alcanzando la posición 20.
En septiembre de 2014, Aruto anunció que dejaría Aldious y la música en su totalidad debido a su próximo matrimonio, que la haría mudarse lejos de Tokio, donde se basa la banda. Ella se quedó con el grupo hasta finales de noviembre de 2014.
Aldious anunció su nueva baterista Marina, hijastra del baterista estadounidense Terry Bozzio, el 19 de abril de 2015. También dejaron su sello discográfico Spinning a petición propia. 
Aldious lanzó el sencillo triple "Die for You/Dearly/Believe Myself" el 8 de julio de 2015. La banda lanzó su quinto álbum "Radiant A" el 2 de diciembre. Es el primero en la etiqueta VAA (Village Again Association). Bajo su propia etiqueta que comparte el nombre de Radiant A, y su primer nuevo baterista, Marina, con una edición limitada de "Marina Edition" del álbum disponible exclusivamente a través de HMV Group y Loppi. 
El 26 de octubre de 2016 se lanzó un segundo sencillo triple, "Female Warrior/Nostalgic/Fragile". A lo largo del año, la banda tocó en varios festivales y conciertos importantes, como Summer Sonic, Loud Park, Visual Japan Summit, y Hide Birthday Party.
"Radiant A" se convirtió en el primer álbum de Aldious lanzado en el extranjero cuando fue publicado en Europa por JPU Records el 17 de marzo de 2017 con dos pistas en vivo adicionales. 
El grupo lanzó su sexto álbum, "Unlimited Diffusion", el 10 de mayo de 2017.